# 道の駅はっとう
道の駅はっとう（みちのえき はっとう）は、鳥取県八頭郡八頭町徳丸にある国道29号の道の駅である。

## 施設
2020年（令和2年）8月29日にリニューアル工事が完成した。
- 駐車場：160台
  - 普通車：150台
  - 大型車：4台
  - 二輪車：4台
  - 身障者用：2台
- トイレ
  - 男：大 2器（洋式のみ）・小 5器
  - 女：5器（洋式のみ）
  - 身障者用：2器
- 授乳室
- 公衆電話：1台
- 食堂「たけや」（11:00 - 16:00、17:00 - 20:00）
- 売店
- 休憩所
- 公園
- 運動場
- 特産物加工工場
- 情報コーナー（8:00 - 18:00）

## 休館日
- 年始
- 毎週水曜日（食堂のみ）

## 交通アクセス
- 国道29号 - 登録路線
- 国道482号
- 若桜鉄道若桜線 徳丸駅より徒歩約10分。
- 日交バス 保健センター前バス停より徒歩約2分。